# Курганская соборная мечеть
Соборная Мечеть — соборная мечеть в Кургане, начало строительства 2000 год. Курганская соборная мечеть находится в центральной части города, на побережье Тобола на улице Сибирская. Здание мечети единственное, после разрушения мечети, которая располагалась в доме купца Амрофзана Галеева.

## История
История  ислама носит в Кургане непростой характер. Первая мечеть была открыта в доме Амрофзана Галеева 11 марта 1910 года, а уже в октябре 1912 года имамом был назначен Мухаммедназиб Хабибуллин. В советское время мечеть, как и другие религиозные учреждения, была упразднена. Сначала в татаро-башкирскую школу, а в 1941 году и просто закрыта (Здание управления промкооперации Курганской области).

## Строительство
В 2000 году мусульманскую организацию Кургана возглавил Салават Сафаров. 15 июля 2000 года в Молодёжном сквере Кургана состоялась закладка фундамента нового здания мечети . После открытия она сможет принять до 800 верующих. В августе 2000 года Сафаров погиб в автомобильной катастрофе. Новым главой общины мусульман стал его заместитель Рафаил Галиуллин, впоследствии, в 2001 году, избранный главой Казыятского управления мусульман Курганской области в составе ДУМАЧР, на то время единственной централизованной структуры в регионе.
Проект мечети разработан специалистами института «Кургангражданпроект», которые дважды выезжали в Тюменскую область для ознакомления с архитектурой мечетей, и на основе их разработали проект Курганской соборной мечети. Строительство велось на средства благотворительного фонда пожертвований местных мусульман.
В 2008 году в цокольном этаже начали проводиться джума-намазы.